# Mandelbaumova brána

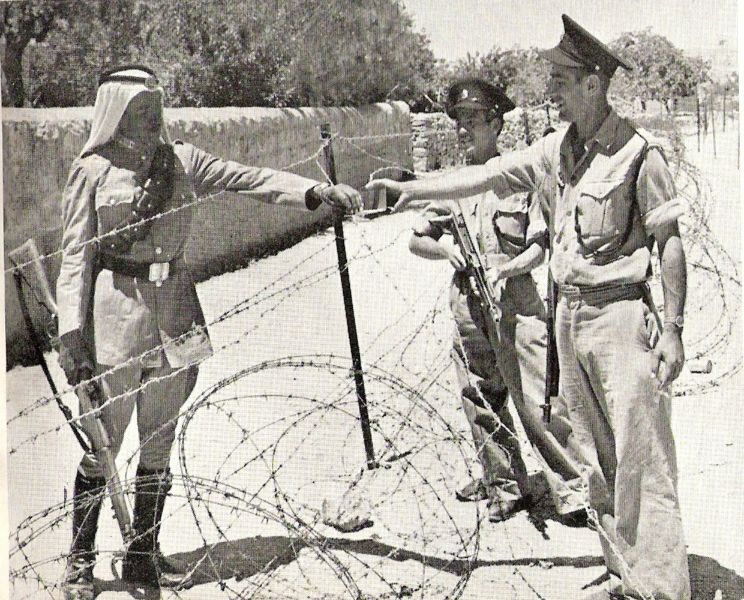
Setkání izraelské a jordánské hlídky u Mandelbaumovy brány, foto cca z roku 1950

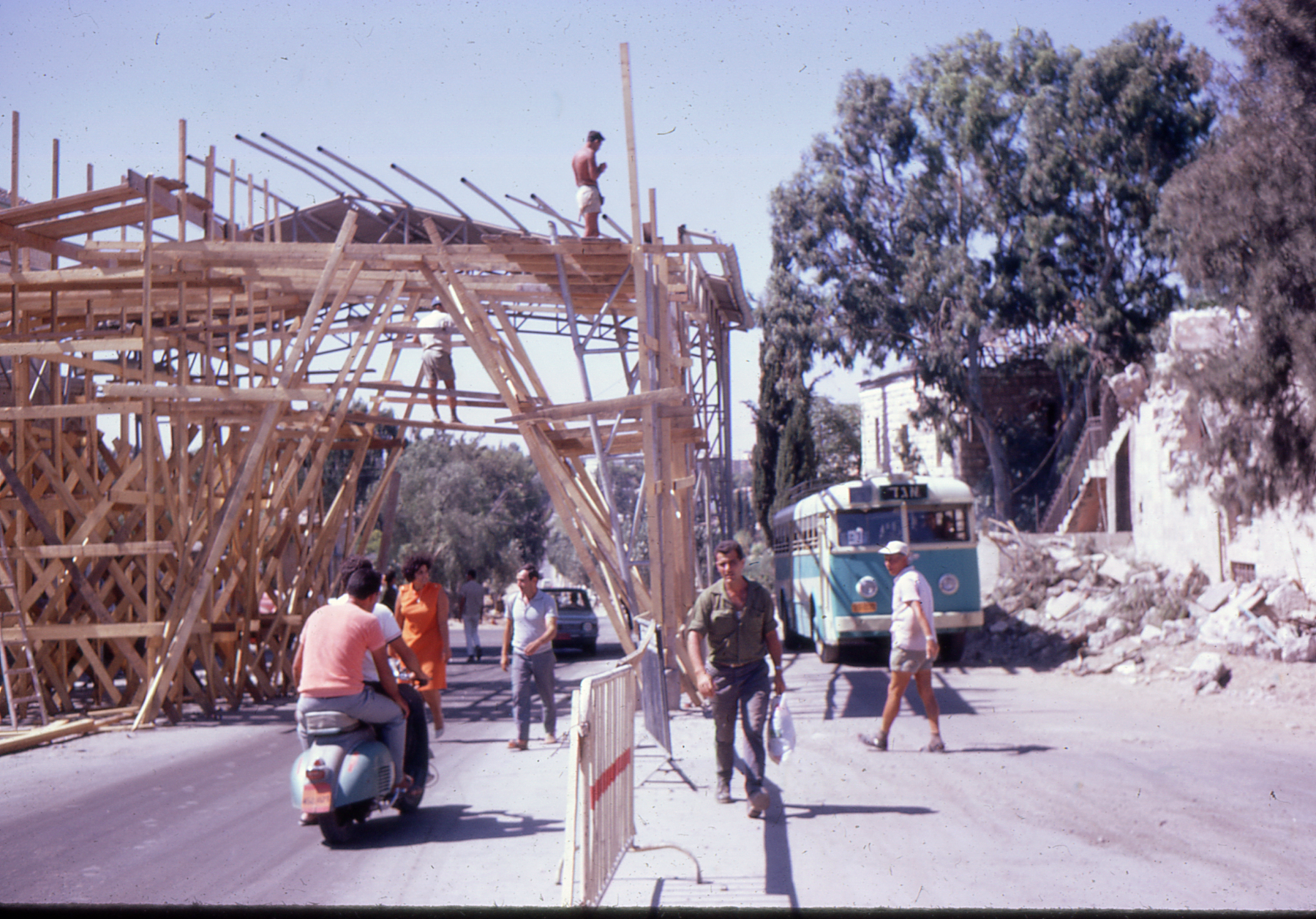
Rozebírání Mandelbaumovy brány v roce 1967

Mandelbaumova brána (hebrejsky: שער מנדלבאום, Ša'ar Mandelbaum, anglicky: Mandelbaum Gate) byl jediný průchod skrz Zelenou linii v Jeruzalému v době rozdělení města v letech 1948-1967.

## Dějiny
V důsledku první arabsko-izraelské války a na základě dohod o příměří z roku 1949 bylo město Jeruzalém rozděleno na Západní Jeruzalém (pod správou Izraele) a Východní Jeruzalém (pod správou Jordánska). Dělicí linie, takzvaná Zelená linie, probíhala centrem města a dělila je na dvě části, které byly od sebe politicky i fyzicky odděleny. Průchod skrz Zelenou linii byl nemožný a podél této dělicí čáry docházelo k opakovaným vojenským konfrontacím. Jediným místem, kde docházelo k omezenému průchodu osob byla Mandelbaumova brána, kde se potkávali izraelští a jordánští vojenští důstojníci a vyjednavači, pod dozorem Organizace spojených národů. Během šestidenní války Izrael dobyl i východní část Jeruzaléma a sjednotil město pod svou správu. Zelená linie tehdy ztratila svou roli, stejně jako Mandelbaumova brána.
Byla situována na pomezí dnešních čtvrtí Bejt Jisra'el a Bab az-Zahra severně od Starého Města, v místech kde se dálnice číslo 60 (sderot Chejl ha-handasa) kříží s dnešní ulicí rechov Šivtej Jisra'el. Měla podobu jednoduchého průchodu skrz hraniční zátarasy. Jižně od ní dnes stojí Muzeum na dělicí čáře (Museum on the Seam).